# A Vasas FC 2022–2023-as szezonja
A Vasas FC a 2022–2023-as szezonban az NB1-ben indult, miután a 2021–2022-es NBII-es szezont az első (feljutó) helyen zárta.
A Magyar Kupa főtáblájára a 3. körben csatlakoztak be, ellenfelük a harmadosztályú Balassagyarmat volt és 1–2-vel jutottak tovább. A következő körben is szintén 1–2-es eredménnyel jutottak tovább a másodosztályú Nyíregyháza ellen. A nyolcaddöntőben hazai pályán sikerült továbbjutniuk az NB I-ben szereplő Honvéd ellen. A negyeddöntőben a szintén NB I-ben szereplő Paksot tudták legyőzni, az elődöntőben viszont meglepetésre az alacsonyabb osztályú Budafok 3–0-ra legyőzte a Vasast, akik ezzel kiestek a kupából.
A bajnokságot 4 győzelemmel, 14 döntetlennel, 15 vereséggel és 26 ponttal zárták a 12., kiesőhelyen.

## Változások a csapat keretében
A félkövérrel jelölt játékosok felnőtt válogatottsággal rendelkeznek.

### Érkezők
| Dátum               | Név              | Nemzet | Poszt       | Kor | Honnan                | Szerződés megnevezése | Átigazolási időszak | Szerződés vége | Átigazolás összege | Forrás |
| ------------------- | ---------------- | ------ | ----------- | --- | --------------------- | --------------------- | ------------------- | -------------- | ------------------ | ------ |
| 2022. június 10.    | Géresi Krisztián | magyar | csatár      | 28  | MOL Fehérvár          | lejárt a szerződése   | 2022. évi nyári     | 2024           | ingyen             | [ 4 ]  |
| 2022. június 14.    | Zimonyi Dávid    | magyar | csatár      | 24  | Zalaegerszeg          | kölcsön után végleg   | 2022. évi nyári     | Nem publikus   | Nem publikus       | [ 5 ]  |
| 2022. június 15.    | Novothny Soma    | magyar | csatár      | 28  | Anórthoszi Ammohósztu | lejárt a szerződése   | 2022. évi nyári     | 2025           | ingyen             | [ 6 ]  |
| 2022. június 21.    | Dombó Dávid      | magyar | kapus       | 29  | Kisvárda              | lejárt a szerződése   | 2022. évi nyári     | 2025           | ingyen             | [ 7 ]  |
| 2022. június 21.    | Baráth Botond    | magyar | hátvéd      | 30  | Budapest Honvéd       | lejárt a szerződése   | 2022. évi nyári     | 2025           | ingyen             | [ 7 ]  |
| 2022. június 29.    | Deutsch László   | magyar | hátvéd      | 23  | Puskás Akadémia       | lejárt a szerződése   | 2022. évi nyári     | 2025           | ingyen             | [ 8 ]  |
| 2022. július 4.     | Iyinbor Patrick  | magyar | hátvéd      | 20  | Ferencvárosi TC       | kölcsön               | 2022. évi nyári     | 2023           | –                  | [ 9 ]  |
| 2022. július 5.     | Hidi Patrik      | magyar | középpályás | 31  | Budapest Honvéd       | átigazolás            | 2022. évi nyári     | 2025           | Nem publikus       | [ 10 ] |
| 2022. július 29.    | Holender Filip   | magyar | csatár      | 28  | Partizan              | átigazolás            | 2022. évi nyári     | 2025           | 250.000 €          | [ 11 ] |
| 2022. augusztus 16. | Ódor Máté        | magyar | hátvéd      | 22  | Szeged-Csanád GA      | átigazolás            | 2022. évi nyári     | Nem publikus   | ingyen             | [ 12 ] |
| 2022. december 16.  | Hegedűs János    | magyar | hátvéd      | 26  | Diósgyőri VTK         | átigazolás            | 2023. évi téli      | Nem publikus   | ingyen             | [ 13 ] |
| 2023. február 14.   | Balogh Norbert   | magyar | csatár      | 27  | Dunaszerdahely        | kölcsön               | 2023. évi téli      | 2023           | –                  | [ 14 ] |
| 2023. február 21.   | Urblík József    | magyar | középpályás | 26  | Puskás Akadémia       | átigazolás            | 2023. évi téli      | 2025           | ingyen             | [ 15 ] |

### Kölcsönből visszatérők
| Dátum              | Név             | Nemzet | Poszt       | Kor | Honnan        | Átigazolási időszak | Szerződés vége |
| ------------------ | --------------- | ------ | ----------- | --- | ------------- | ------------------- | -------------- |
| 2022. július 1.    | Bánfalvi Dániel | magyar | kapus       | 21  | Komárom       | 2022. évi nyári     | 2024           |
| 2022. július 1.    | Kleisz Márk     | magyar | középpályás | 23  | III. Kerület  | 2022. évi nyári     | Nem publikus   |
| 2022. július 1.    | Vernes Richárd  | magyar | csatár      | 30  | Győri ETO     | 2022. évi nyári     | Nem publikus   |
| 2022. július 1.    | Birtalan Botond | magyar | csatár      | 33  | III. Kerület  | 2022. évi nyári     | 2022           |
| 2022. július 1.    | Rétyi Róbert    | magyar | csatár      | 21  | Szentlőrinc   | 2022. évi nyári     | 2024           |
| 2022. július 1.    | Murka Benedek   | magyar | csatár      | 24  | Ajka          | 2022. évi nyári     | Nem publikus   |
| 2022. december 31. | Varga Donát     | magyar | csatár      | 19  | Budafok       | 2023. évi téli      | 2024           |
| 2023. január 15.   | Újvárosi Ádám   | magyar | hátvéd      | 23  | Debreceni EAC | 2023. évi téli      | 2023           |

### Távozók
| Dátum                | Név               | Nemzet | Poszt       | Kor | Hova             | Szerződés megnevezése | Átigazolási időszak | Szerződés vége | Átigazolás összege | Forrás |
| -------------------- | ----------------- | ------ | ----------- | --- | ---------------- | --------------------- | ------------------- | -------------- | ------------------ | ------ |
| 2022. június 16.     | Tóth Bence        | magyar | hátvéd      | 24  | Szeged-Csanád GA | átigazolás            | 2022. évi nyári     | Nem publikus   | Nem publikus       | [ 16 ] |
| 2022. június 17.     | Kovács Milán      | magyar | középpályás | 22  | Gyirmót          | átigazolás            | 2022. évi nyári     | 2025           | Nem publikus       | [ 17 ] |
| 2022. június 20.     | Viczián Ádám      | magyar | hátvéd      | 27  | Diósgyőri VTK    | lejárt a szerződése   | 2022. évi nyári     | Nem publikus   | ingyen             | [ 18 ] |
| 2022. július 1.      | Kiss-Szemán Péter | magyar | hátvéd      | 20  | Szentlőrinc      | átigazolás            | 2022. évi nyári     | Nem publikus   | Nem publikus       | [ 19 ] |
| 2022. július 1.      | Rétyi Róbert      | magyar | csatár      | 21  | Szentlőrinc      | átigazolás            | 2022. évi nyári     | Nem publikus   | Nem publikus       | [ 19 ] |
| 2022. július 1.      | Murka Benedek     | magyar | csatár      | 24  | Csákvár          | lejárt a szerződése   | 2022. évi nyári     | Nem publikus   | ingyen             | [ 19 ] |
| 2022. július 4.      | Molnár Zsombor    | magyar | kapus       | 19  | Dorog            | kölcsön               | 2022. évi nyári     | 2023           | –                  | [ 20 ] |
| 2022. július 4.      | Balajti Ádám      | magyar | csatár      | 31  | Tiszakécske      | kölcsön               | 2022. évi nyári     | 2023           | –                  | [ 20 ] |
| 2022. július 5.      | Terbe Botond      | magyar | hátvéd      | 22  | Pécsi Mecsek FC  | átigazolás            | 2022. évi nyári     | Nem publikus   | Nem publikus       | [ 21 ] |
| 2022. július 27.     | Szilágyi Zoltán   | magyar | hátvéd      | 24  | Szeged-Csanád GA | átigazolás            | 2022. évi nyári     | Nem publikus   | Nem publikus       | [ 22 ] |
| 2022. július 27.     | Szatmári Lóránd   | magyar | középpályás | 33  | Szeged-Csanád GA | átigazolás            | 2022. évi nyári     | Nem publikus   | ingyen             | [ 22 ] |
| 2022. július 27.     | Bánfalvi Dániel   | magyar | kapus       | 21  | Komárom          | kölcsön               | 2022. évi nyári     | 2023           | –                  | [ 22 ] |
| 2022. augusztus 29.  | Bobál Gergely     | magyar | csatár      | 27  | Mezőkövesd       | kölcsön               | 2022. évi nyári     | 2023           | –                  | [ 23 ] |
| 2022. szeptember 30. | Pekár László      | magyar | csatár      | 29  | Nyíregyháza      | szerződésbontás       | 2022. évi nyári     | 2024           | ingyen             | [ 24 ] |
| 2023. január 20.     | Újvárosi Ádám     | magyar | hátvéd      | 23  | Debreceni EAC    | átigazolás            | 2023. évi téli      | 2023           | Nem publikus       | [ 25 ] |
| 2023. február 14.    | Géresi Krisztián  | magyar | csatár      | 28  | Szeged-Csanád GA | kölcsön               | 2023. évi téli      | 2023           | –                  | [ 26 ] |
| 2023. május 25.      | Dombó Dávid       | magyar | kapus       | 30  | klub nélküli     | szerződésbontás       | 2023. évi téli      | –              | –                  | [ 27 ] |

### Új szerződések
| Dátum            | Név             | Nemzet | Poszt       | Kor | Szerződés hossza | Szerződés vége | Forrás |
| ---------------- | --------------- | ------ | ----------- | --- | ---------------- | -------------- | ------ |
| 2022. június 29. | Vida Máté       | magyar | középpályás | 26  | + 3 év           | 2025           | [ 28 ] |
| 2022. június 30. | Szivacski Donát | magyar | hátvéd      | 25  | + 3 év           | 2025           | [ 29 ] |
| 2022. július 29. | Horváth Kornél  | magyar | kapus       | 19  | profi szerződés  | Nem publikus   | [ 30 ] |
| 2022. július 29. | Puskás Zsombor  | magyar | hátvéd      | 19  | profi szerződés  | Nem publikus   | [ 30 ] |
| 2022. július 29. | Faragó Bálint   | magyar | középpályás | 18  | profi szerződés  | Nem publikus   | [ 30 ] |
| 2022. július 29. | Puska Péter     | magyar | csatár      | 19  | profi szerződés  | Nem publikus   | [ 30 ] |

## Játékoskeret
2023. június 11. szerint.
A vastaggal jelzett játékosok felnőtt válogatottsággal rendelkeznek.
A dőlttel jelzett játékosok kölcsönben szerepelnek a klubnál.
*A második csapatban is pályára lépő játékosok.
Az érték oszlopban szereplő , , és = jelek azt mutatják, hogy a Transfermarkt legutóbbi adatfrissítése előtti állapothoz képest mennyit nőtt, csökkent a játékos értéke, vagy ha nem változott, akkor azt az = jel mutatja.
| Mezszám                | Név                    | Nemzetiség    | Születési hely  | Születési idő (kor)            | Korábbi csapat           | Érték(€)           | Szerződés lejárta |
| Kapusok                | Kapusok                | Kapusok       | Kapusok         | Kapusok                        | Kapusok                  | Kapusok            | Kapusok           |
| ---------------------- | ---------------------- | ------------- | --------------- | ------------------------------ | ------------------------ | ------------------ | ----------------- |
| 26                     | Uram János             | HUN           | Szeged          | 2001. február 9. (24 éves)     | Békéscsaba 1912 Előre    | 200 000 ( 50 000)  | 2025.06.30.       |
| 55                     | Jova Levente           | HUN           | Orosháza        | 1992. január 30. (33 éves)     | Nyíregyháza Spartacus FC | 150 000 ( 25 000)  | 2026.06.30.       |
| Védők                  |                        |               |                 |                                |                          |                    |                   |
| 2                      | Szivacski Donát        | HUN           | Szeged          | 1997. január 18. (28 éves)     | Kecskeméti TE            | 200 000 ( 25 000)  | 2025.06.30.       |
| 5                      | Litauszki Róbert       | HUN           | Kiskunhalas     | 1990. március 15. (35 éves)    | Újpest FC                | 100 000 ( 50 000)  | 2023.06.30.       |
| 17                     | Hinora Kristóf         | HUN           | Mór             | 1998. február 5. (27 éves)     | MTK Budapest FC II       | 250 000 (=)        | 2025.06.30.       |
| 20                     | Ódor Máté              | HUN           | Székesfehérvár  | 2001. április 29. (23 éves)    | Szeged-Csanád GA         | 175 000 ( 25 000)  | Nem publikus      |
| 34                     | Otigba Kenneth         | HUN · NGR     | Kaduna          | 1992. augusztus 29. (32 éves)  | Ferencvárosi TC          | 275 000 ( 25 000)  | 2023.06.30.       |
| 36                     | Baráth Botond          | HUN           | Budapest        | 1992. április 21. (32 éves)    | Budapest Honvéd FC       | 225 000 ( 25 000)  | 2025.06.30.       |
| 57                     | Iyinbor Patrick        | HUN           | Budapest        | 2002. január 7. (23 éves)      | Ferencvárosi TC          | 250 000 (=)        | 2023.06.30.       |
| 58                     | Silye Erik             | HUN           | Orosháza        | 1996. június 12. (28 éves)     | Ferencvárosi TC          | 175 000 ( 50 000)  | 2023.06.30.       |
| 68                     | Hegedűs János          | HUN           | Budapest        | 1996. október 4. (28 éves)     | Diósgyőri VTK            | 150 000 ( 50 000)  | Nem publikus      |
| 73                     | Deutsch László         | HUN           | Budapest        | 1999. március 9. (26 éves)     | Puskás Akadémia FC       | 100 000 ( 25 000)  | 2025.06.30.       |
| Középpályások          |                        |               |                 |                                |                          |                    |                   |
| 6                      | Hidi Patrik            | HUN           | Győr            | 1990. november 27. (34 éves)   | Budapest Honvéd FC       | 200 000 ( 50 000)  | 2025.06.30.       |
| 8                      | Ihrig-Farkas Sebestyén | HUN           | Budapest        | 1994. január 28. (31 éves)     | Budafoki MTE             | 150 000 ( 25 000)  | 2024.06.30.       |
| 13                     | Berecz Zsombor         | HUN           | Miskolc         | 1995. december 31. (29 éves)   | Mezőkövesd Zsóry FC      | 350 000 (=)        | 2024.06.30.       |
| 14                     | Márkvárt Dávid         | HUN           | Szekszárd       | 1994. szeptember 20. (30 éves) | Diósgyőri VTK            | 175 000 ( 25 000)  | 2023.06.30.       |
| 15                     | Hidi M. Sándor         | HUN · UKR     | Nagydobrony     | 2001. február 20. (24 éves)    | Győri ETO FC             | 150 000 ( 50 000)  | 2023.12.31.       |
| 19                     | Kapornai Bertalan*     | HUN           | Budapest        | 2002. augusztus 6. (22 éves)   | Utánpótlásból került fel | 25 000 (=)         | 2025.06.30.       |
| 21                     | Pátkai Máté            | HUN           | Budapest        | 1988. március 6. (37 éves)     | Fehérvár FC              | 100 000 ( 50 000)  | 2023.06.30.       |
| 23                     | Vida Máté              | HUN           | Budapest        | 1996. március 8. (29 éves)     | FC DAC 1904              | 200 000 ( 50 000)  | 2025.06.30.       |
| 30                     | Szilágyi Szabolcs*     | HUN · ROM     | Kolozsvár       | 2003. szeptember 23. (21 éves) | Utánpótlásból került fel | 200 000 ( 50 000)  | 2026.06.30.       |
| 66                     | Sztojka Dominik*       | HUN           | Budapest        | 2003. december 23. (21 éves)   | Utánpótlásból került fel | 100 000 (=)        | 2026.06.30.       |
| 88                     | Urblík József          | szlovák · HUN | Bártfa          | 1996. augusztus 22. (28 éves)  | Puskás Akadémia FC       | 300 000 ( 50 000)  | 2025.06.30.       |
| Támadók                |                        |               |                 |                                |                          |                    |                   |
| 9                      | Feczesin Róbert*       | HUN           | Dabas           | 1986. február 22. (39 éves)    | Újpest FC                | 50 000 (=)         | 2023.06.30.       |
| 10                     | Holender Filip         | HUN · szerb   | Kragujevac      | 1994. július 27. (30 éves)     | FK Partizan              | 300 000 ( 200 000) | 2025.06.30.       |
| 67                     | Cipf Dominik           | magyar        | Kisvárda        | 2001. január 31. (24 éves)     | BFC Siófok               | 150 000 (=)        | 2025.06.30.       |
| 70                     | Radó András*           | HUN           | Pápa            | 1993. szeptember 9. (31 éves)  | Zalaegerszegi TE FC      | 200 000 ( 50 000)  | 2024.06.30.       |
| 86                     | Novothny Soma          | magyar        | Veszprém        | 1994. június 16. (30 éves)     | Anórthoszi Ammohósztu    | 300 000 (=)        | 2025.06.30.       |
| 97                     | Zimonyi Dávid          | magyar        | Kimle           | 1997. december 24. (27 éves)   | Zalaegerszegi TE FC      | 125 000 ( 25 000)  | Nem publikus      |
| 98                     | Balogh Norbert         | magyar        | Hajdúböszörmény | 1996. február 21. (29 éves)    | FC DAC 1904              | 200 000 ( 100 000) | 2023.06.30.       |
| 99                     | Szalai József*         | magyar        | Kecskemét       | 2002. november 11. (22 éves)   | Kecskeméti TE            | 75 000 (=)         | 2024.06.30.       |
| Kölcsönadott játékosok |                        |               |                 |                                |                          |                    |                   |
| Név                    | Poszt                  | Nemzetiség    | Születési hely  | Születési idő (kor)            | Kölcsönben itt           | Érték (€)          | Kölcsön lejárta   |
| Molnár Zsombor         | kapus                  | HUN           | Budapest        | 2003. július 1. (21 éves)      | Dorogi FC                | 50 000 (=)         | 2023.06.30.       |
| Bánfalvi Dániel        | kapus                  | HUN           | Budapest        | 2001. január 8. (24 éves)      | Komárom VSE              | 25 000 (=)         | 2023.06.30.       |
| Farkas Botond          | középpályás            | HUN           | Budapest        | 2003. március 5. (22 éves)     | Békéscsaba 1912 Előre    | 10 000 (=)         | 2023.06.30.       |
| Géresi Krisztián       | támadó                 | magyar        | Székesfehérvár  | 1994. június 14. (30 éves)     | Szeged-Csanád GA         | 200 000 (=)        | 2023.06.30.       |
| Bobál Gergely          | támadó                 | HUN           | Pásztó          | 1995. augusztus 31. (29 éves)  | Mezőkövesd Zsóry FC      | 150 000 (=)        | 2023.06.30.       |

## Szakmai stáb
| Sportigazgató            | Nagy Miklós      |
| Vezetőedző               | Desits Szilárd   |
| Pályaedző                | Tóth Mihály      |
| Kapusedző                | Farkas Balázs    |
| Erőnléti edző            | Vég András       |
| Videóelemző              | Bárdosi Balázs   |
| Technikai vezető         | Kopjári Nándor   |
| Rehabilitációs szakember | Máthé Botond     |
| Rehabilitációs szakember | Kubó Ádám        |
| Masszőr                  | Kiss János       |
| Szertáros                | Kutassy Dániel   |
| Csapatorvos              | Dr. Lejkó Dezső  |
| Csapatorvos              | Dr. Kállay Tamás |

## Felkészülési mérkőzések

### Nyári
| 2022. június 25. 17:00 |

| Vasas FC         | 2-2               | Kisvárda FC            |
| ---------------- | ----------------- | ---------------------- |
| Bobál G. 81' 85' | (0-0) Jegyzőkönyv | Camaj 52' Makowski 83' |

| BVSC Utánpótlás Labdarúgó Centrum, Budapest Nézőszám: Zárt kapus Játékvezető: Ducsai József |

- Vasas FC: Dombó ( Uram 46') - Hidi M ( Szivacski 46'), Otigba ( Litauszki 46'), Baráth ( Szilágyi Z. 46') - Márkvárt ( Pátkai 30',  Bobál 60'), Berecz ( Sztojka 46'), Géresi ( Pekár 30',  Vida 60'), Szilágyi Sz. ( Hinora 46') - Cipf, Novothny ( Szalai 30',  Faragó 60'), Radó. Vezetőedző: Kuttor Attila
- Kisvárda: Hindrich - Hej ( Bíró 75'), Szőr ( Králik 61'), Rubus ( Szimovics 61'), Peteleu ( Leoni 46') - Karabeljov ( Makowski 46'), Zlicsics ( Melnik 46') - Asani ( Navratíl 46'), Ötvös ( Heles 75'), Czérna ( Camaj 46') - Mesanovic ( Nagy M. 46'). Vezetőedző: Erős Gábor

| 2022. június 29. 17:00 |

| Vasas FC                         | 3-0               | MFK Zemplín Michalovce |
| -------------------------------- | ----------------- | ---------------------- |
| Ihrig-Farkas 8' 30' Bobál G. 57' | (2-0) Jegyzőkönyv |                        |

| Fáy utcai Sportcentrum, Budapest Nézőszám: 250 Játékvezető: Németh Ádám |

- Vasas FC: Dombó ( Uram 46') - Otigba ( Litauszki 46'), Baráth ( Faragó 46'), Silye ( Szilágyi Z. 46') - Hidi M ( Pekár 30',  Zimonyi 61'), Hinora ( Szivacski 46'), Berecz ( Pátkai 30',  Sztojka 61'), Géresi ( Radó 30',  Márkvárt 61') - Ihrig-F. ( Szilágyi Sz. 30'.,  Szalai 61') Novothny ( Bobál 30',  Kapornai 61'), Cipf ( Vida 46'). Vezetőedző: Kuttor Attila
- Zemplín Michalovce: Kozhukhar - Kotula ( Kolesár 46'), Ranko ( Volanakis 46'), Vaško, Méndez ( Sova 63'), Shimamura ( Kanu 46'), Begala ( Ntotis 63'), Peña ( Oshima 46'), Marcin ( Petrík 63'), Adler ( Záhradnik 63'), Jánošík ( Magda 63'). Vezetőedző: Norbert Hrnčár

| 2022. július 2. 10:30 |

| Mezőkövesd Zsóry FC | 1-1               | Vasas FC   |
| ------------------- | ----------------- | ---------- |
| Jurina 5'           | (1-1) Jegyzőkönyv | Baráth 44' |

| Zsóry Edzőcentrum, Mezőkövesd Nézőszám: Zárt kapus Játékvezető: Karakó Ferenc |

- Mezőkövesd Zsóry FC: Tordai ( Ryabenko 46') - Kállai Z. ( Derekas 46'), Bobál D. ( Karnitski 46'), Pillár ( Vadnai 46',  Sipos 60'), Vajda ( Rabatin 46'), Kotula ( Qaka 46') - Cseke ( Nagy G. 46'), Besirovic ( Molnár 46') - Selmani ( Cseri 46'), Kis ( Drazic 46'), Jurina ( Madarász 46'). Vezetőedző: Supka Attila
- Vasas FC: Jova ( Dombó 30',  Uram 60') – Szivacski ( Pekár 46'), Otigba ( Litauszki 46'), Baráth ( Szilágyi Z. 46'), Silye ( Deutsch 30',  Terbe 60') - Hidi M ( Sztojka 30',  Kapornai 60'), Hinora ( Cipf 30',  Radó 60'), Berecz ( Pátkai 46') - Ihrig-F. ( Vida 30',  Márkvárt 60'), Bobál G. ( Novothny 30',  Zimonyi 60'), Géresi ( Radó 30',  Faragó 60'). Vezetőedző: Kuttor Attila

| 2022. július 6. 10:30 2x60 perc |

| Vasas FC                          | 4-1               | Komáromi FC |
| --------------------------------- | ----------------- | ----------- |
| Sztojka 29' Zimonyi 97' 101' 114' | (1-0) Jegyzőkönyv | Saláta 79'  |

| Fáy utcai Sportcentrum, Budapest Nézőszám: 200 Játékvezető: Görög Márió |

- Vasas FC: Dombó ( Jova 41',  Uram 81') - Szivacski ( Baráth 41',  Pekár 81'), Otigba ( Litauszki 41',  Puskás 81'), Iyinbor ( Hidi M. 41',  Szilágyi Z. 80'), Silye ( Deutsch 41',  Kovács 81') - Hinora ( Vida 41',  Kapornai 81'), Berecz ( Hidi 41',  Pátkai 81'), Sztojka ( Szilágyi Sz. 41',  Márkvárt 81') - Ihrig-F. ( Cipf 41',  Faragó 81'), Bobál ( Novothny 41',  Szalai 81'), Radó ( Géresi 41',  Zimonyi 81'). Vezetőedző: Kuttor Attila
- KFC Komárno: Laky ( Chudy 60') - Šmehyl ( Druga 90'), Špiriak, Szőcs ( Saláta 75'), Šurnovský ( Kalmár 90'), Štepanovský, Šimko ( Kovacevic 90'), Németh, Bayemi ( Tóth T. 90'), Szetei, Tóth G. ( Horodnik 75'). Vezetőedző: Radványi Miklós

| 2022. július 9. 10:00 |

| Vasas FC     | 1-0               | Debreceni VSC |
| ------------ | ----------------- | ------------- |
| Bobál G. 25' | (1-0) Jegyzőkönyv |               |

| Fáy utcai Sportcentrum, Budapest Nézőszám: Zárt kapus Játékvezető: Takács Tamás |

- Vasas FC: Jova ( Uram 71') - Szilágyi Z., Litauszki ( Kapornai 77'), Baráth, Deutsch – Sztojka ( Faragó 77'), Pátkai ( Márkvárt 77'), Vida ( Hidi M. 71') – Géresi ( Pekár 71'), Bobál ( Szalai 77'), Cipf ( Szilágyi Sz. 77'). Vezetőedző: Kuttor Attila
- DVSC: Gróf ( Hrabina 46') – Baranyai ( Sipos 46'), Dreskovic, Deslandes ( Charleston 46'), Manrique ( Ferenczi 10') – Baráth P. ( Bódi 46'), Dzsudzsák ( Varga 46') – Farkas T. ( Szécsi 19'), Kundrák ( Bévárdi 46'), Sós ( Babunski 46') – Rácz B. ( Major 46'). Vezetőedző: Joao Janeiro

| 2022. július 13. 11:00 |

| Vasas FC                | 2-1               | Kolorcity Kazincbarcika SC |
| ----------------------- | ----------------- | -------------------------- |
| Novothny 8' Zimonyi 62' | (1-1) Jegyzőkönyv | Székely 41'                |

| Fáy utcai Sportcentrum, Budapest Nézőszám: 200 Játékvezető: Berke Balázs |

- Vasas FC: Dombó - Szilágyi Z., Litauszki, Baráth, Deutsch ( Márkvárt 46') – Sztojka ( Hidi M. 81'), Hidi, Géresi ( Faragó 67') - Cipf, Novothny, Zimonyi ( Szilágyi Sz. 81'). Vezetőedző: Kuttor Attila
- Kolorcity Kazincbarcika SC: Megyeri II G. ( Megyeri I G. 46') - Szemere, Szekszárdi ( Dvorschák 46'), Ur ( Arday 46'), Heil ( Lippai 46'), Süttő ( Pálinkás 46'), Nagy J. ( Nagy A. 46'), Csatári ( Ádám 46'), Székely ( Szabó 46'), Kurdics ( Sztankó 46'), Tamás ( Hleba 46'). Vezetőedző: Varga Attila

| 2022. július 13. 17:00 |

| Vasas FC | 1-1               | Zalaegerszegi TE FC |
| -------- | ----------------- | ------------------- |
| Radó 55' | (0-0) Jegyzőkönyv | Májer 86'           |

| Fáy utcai Sportcentrum, Budapest Nézőszám: 200 Játékvezető: Erdős József |

- Vasas FC: Jova - Szivacski, Otigba, Iyinbor (Szilágyi Sz., 74.), Silye – Vida (Márkvárt, 74.), Pátkai (Hidi M, 74.), Berecz - Ihrig-F. (Faragó, 43.), Bobál, Radó. Vezetőedző: Kuttor Attila
- ZTE FC: Gyurján - Mim ( Kálnoki-Kis 46'), Kovács, Mocsi, Gergényi ( Bedi 46') - Meshack ( Májer 46'), Tajti, Papp ( Németh D. 46'), Boros ( Szankovics 46') - Klausz ( Szalay 46'), Manzinga. Vezetőedző: Ricardo Moniz

| 2022. július 23. 9:00 |

| Soroksár SC | 1-2               | Vasas FC               |
| ----------- | ----------------- | ---------------------- |
| Vági 85'    | (0-1) Jegyzőkönyv | Zimonyi 19' Géresi 54' |

| Szamosi Mihály Sporttelep, Budapest Nézőszám: 200 Játékvezető: Erdős József |

- Soroksár SC: Kovács ( Major 61') - Nagy ( Vági 61'), Króner ( Kékesi 61'), Valencsik ( Konstantinos 61'), Csontos ( Pintér 61') - Hudák ( Varga 75'), Haris - Lőrinczy, Hajdú ( Lisztes 46'), Halmai - Lovrencsics

cserék: Major, Vági, Konstantinos, Kékesi, Varga, Pintér, Ternován, Lisztes. Vezetőedző: Lipcsei Péter
- Vasas FC: Dombó - Baráth, Litauszki, Szilágyi Z. - Pekár, Hidi ( Szilágyi Sz. 78'), Hidi M ( Sztojka 78'), Deutsch - Géresi ( Márkvárt 71'), Bobál ( Feczesin 78'), Zimonyi ( Faragó 78')

cserék: Uram, Feczesin, Márkvárt, Faragó, Szilágyi Sz., Sztojka. Vezetőedző: Kuttor Attila
| 2022. július 23. 19:00 |

| Vasas FC | 0-1               | Diósgyőri VTK          |
| -------- | ----------------- | ---------------------- |
|          | (0-1) Jegyzőkönyv | Zimonyi 19' Géresi 54' |

| Illovszky Rudolf Stadion, Budapest Nézőszám: Zárt kapus Játékvezető: Berényi Tamás |

- Vasas FC: Jova - Szivacski, Otigba, Iyinbor, Silye ( Faragó 81') - Berecz, Pátkai ( Márkvárt 60'), Vida ( Szilágyi Sz. 60') - Radó, Novothny ( Feczesin 48'), Cipf. Vezetőedző: Kuttor Attila
- DVTK: Póser ( Danilovics 46') - Farkas, Szatmári, Hegedűs, Csirmaz - Holdampf, Bényei - Könyves ( Vajda 66'), Bertus ( Oláh 66'), Lukács - Eppel ( Jurek 27',  Papp 81'). Vezetőedző: Dragan Vukmir